# Thất Mục
Thất Mục (chữ Hán: 七穆) là tên gọi chung để chỉ bảy gia tộc đại phu nước Trịnh thời Xuân Thu. Thất Mục bao gồm Tứ thị, Hãn thị, Quốc thị, Lương thị, Ấn thị, Du thị, Phong thị, đều là hậu duệ của Trịnh Mục công. Vào trung kỳ và hậu kỳ Xuân Thu, Thất Mục lũng đoạn khanh vị nước Trịnh, vua nước Trịnh trở nên không có thực quyền.

## Lịch sử
Trịnh Mục công có 13 người con trai, trong đó Công tử Di và Công tử Kiên trước sau thay nhau làm vua, tức Trịnh Linh công và Trịnh Tương công. Năm 554 TCN, Tử Khổng bị sát hại, gia tộc của Tử Khổng cùng bị diệt. Con trai của Tử Nhiên và Sĩ Tử Khổng bị liên lụy nên chạy ra nước ngoài. Hậu duệ của Tử Vũ không được làm khanh. Còn lại bảy nhà được người ta gọi là Trịnh Quốc Thất Mục (郑国七穆). 
Trong đấu tranh chính trị, Thất Mục dần khống chế chính quyền nước Trịnh. Trong Thất Mục, Hãn thị là mạnh nhất, sau khi giết Tử Khổng vào năm 554 TCN, Tử Triển đảm nhiệm chức thượng khanh đương quốc. Năm 547 TCN, Thúc Hướng đã có lời dự đoán Hãn thị sẽ bị diệt vong sau cùng trong Thất Mục. Năm 546 TCN, Triệu Vũ cũng có lời dự đoán rằng gia tộc của Tử Triển sẽ truyền quyền lực được vài thế hệ, cũng sẽ là gia tộc bị diệt vong cuối cùng trong Thất Mục Năm 544 TCN, Tử Triển qua đời, con trai là Tử Bì tức vị làm thượng khanh, khi đó vẫn chưa đến thời gian thu hoạch lúa mì, nước Trịnh lâm vào nạn đói, Tử Bì làm theo di mệnh của phụ thân mà cấp lương thực cho quốc nhân, mỗi hộ được một chung lương thực, qua đó nhận được sự ủng hộ của bách tính. Hãn thị thường nắm giữ quốc chính, thế tập làm thượng khanh. Sau khi biết được tình hình, Thúc Hướng lại một lần nữa đưa ra lời dự đoán Hãn thị là gia tộc bị diệt vong cuối cùng tại nước Trịnh, hơn nữa còn dự đoán rằng Hãn thị sẽ "đắc quốc" Đến cuối thời Xuân Thu, các gia tộc khác trong Thất Mục bị chèn ép nên suy lạc, trên chính đàn nước Trịnh chỉ còn lại hai nhà là Hãn thị và Tứ thị./
Những năm đầu thời Chiến Quốc, phát sinh sự kiện Thái tể Hân thủ Trịnh, có quan hệ với Thất Mục.

## Hãn thị
|                          |                          |                          |                          |                          |                          |  |  | Công tử Hỉ Tử Hãn |         |         |         |         |         |  |  |                   |                   |                   |                   |                   |                   |  |  |  |  |  |  |  |  |  |  |  |  |
|                          |                          |                          |                          |                          |                          |  |  |                   |         |         |         |         |         |  |  |                   |                   |                   |                   |                   |                   |  |  |  |  |  |  |  |  |  |  |  |  |
|                          |                          |                          |                          |                          |                          |  |  |                   |         |         |         |         |         |  |  |                   |                   |                   |                   |                   |                   |  |  |  |  |  |  |  |  |  |  |  |  |
| Công tôn Xá Chi Tử Triển | Công tôn Xá Chi Tử Triển | Công tôn Xá Chi Tử Triển | Công tôn Xá Chi Tử Triển | Công tôn Xá Chi Tử Triển | Công tôn Xá Chi Tử Triển |  |  |                   |         |         |         |         |         |  |  | Công tôn Tư       | Công tôn Tư       | Công tôn Tư       | Công tôn Tư       | Công tôn Tư       | Công tôn Tư       |  |  |  |  |  |  |  |  |  |  |  |  |
| Công tôn Xá Chi Tử Triển | Công tôn Xá Chi Tử Triển | Công tôn Xá Chi Tử Triển | Công tôn Xá Chi Tử Triển | Công tôn Xá Chi Tử Triển | Công tôn Xá Chi Tử Triển |  |  |                   |         |         |         |         |         |  |  | Công tôn Tư       | Công tôn Tư       | Công tôn Tư       | Công tôn Tư       | Công tôn Tư       | Công tôn Tư       |  |  |  |  |  |  |  |  |  |  |  |  |
|                          |                          |                          |                          |                          |                          |  |  |                   |         |         |         |         |         |  |  |                   |                   |                   |                   |                   |                   |  |  |  |  |  |  |  |  |  |  |  |  |
| Hãn Hổ Tử Bì             | Hãn Hổ Tử Bì             | Hãn Hổ Tử Bì             | Hãn Hổ Tử Bì             | Hãn Hổ Tử Bì             | Hãn Hổ Tử Bì             |  |  | Hãn Đồi           | Hãn Đồi | Hãn Đồi | Hãn Đồi | Hãn Đồi | Hãn Đồi |  |  | Hãn Sóc Mã Sư thị | Hãn Sóc Mã Sư thị | Hãn Sóc Mã Sư thị | Hãn Sóc Mã Sư thị | Hãn Sóc Mã Sư thị | Hãn Sóc Mã Sư thị |  |  |  |  |  |  |  |  |  |  |  |  |
| Hãn Hổ Tử Bì             | Hãn Hổ Tử Bì             | Hãn Hổ Tử Bì             | Hãn Hổ Tử Bì             | Hãn Hổ Tử Bì             | Hãn Hổ Tử Bì             |  |  | Hãn Đồi           | Hãn Đồi | Hãn Đồi | Hãn Đồi | Hãn Đồi | Hãn Đồi |  |  | Hãn Sóc Mã Sư thị | Hãn Sóc Mã Sư thị | Hãn Sóc Mã Sư thị | Hãn Sóc Mã Sư thị | Hãn Sóc Mã Sư thị | Hãn Sóc Mã Sư thị |  |  |  |  |  |  |  |  |  |  |  |  |
| Tử Si                    |                          |                          |                          |                          |                          |  |  |                   |         |         |         |         |         |  |  |                   |                   |                   |                   |                   |                   |  |  |  |  |  |  |  |  |  |  |  |  |
|                          |                          |                          |                          |                          |                          |  |  |                   |         |         |         |         |         |  |  |                   |                   |                   |                   |                   |                   |  |  |  |  |  |  |  |  |  |  |  |  |
| Hãn Đạt Tử Diêu          |                          |                          |                          |                          |                          |  |  |                   |         |         |         |         |         |  |  |                   |                   |                   |                   |                   |                   |  |  |  |  |  |  |  |  |  |  |  |  |

## Tứ thị
|                    |                    |                    |                    |                    |                    |  |  | Công tử Phi Tử Tứ  |                    |                    |                    |                    |                    |  |  |                       |                       |                       |                       |                       |                       |  |  |  |  |  |  |  |  |  |  |  |  |
|                    |                    |                    |                    |                    |                    |  |  |                    |                    |                    |                    |                    |                    |  |  |                       |                       |                       |                       |                       |                       |  |  |  |  |  |  |  |  |  |  |  |  |
|                    |                    |                    |                    |                    |                    |  |  |                    |                    |                    |                    |                    |                    |  |  |                       |                       |                       |                       |                       |                       |  |  |  |  |  |  |  |  |  |  |  |  |
| Công tôn Hạ Tử Tây | Công tôn Hạ Tử Tây | Công tôn Hạ Tử Tây | Công tôn Hạ Tử Tây | Công tôn Hạ Tử Tây | Công tôn Hạ Tử Tây |  |  |                    |                    |                    |                    |                    |                    |  |  | Công tôn Hắc Tử Triết | Công tôn Hắc Tử Triết | Công tôn Hắc Tử Triết | Công tôn Hắc Tử Triết | Công tôn Hắc Tử Triết | Công tôn Hắc Tử Triết |  |  |  |  |  |  |  |  |  |  |  |  |
| Công tôn Hạ Tử Tây | Công tôn Hạ Tử Tây | Công tôn Hạ Tử Tây | Công tôn Hạ Tử Tây | Công tôn Hạ Tử Tây | Công tôn Hạ Tử Tây |  |  |                    |                    |                    |                    |                    |                    |  |  | Công tôn Hắc Tử Triết | Công tôn Hắc Tử Triết | Công tôn Hắc Tử Triết | Công tôn Hắc Tử Triết | Công tôn Hắc Tử Triết | Công tôn Hắc Tử Triết |  |  |  |  |  |  |  |  |  |  |  |  |
|                    |                    |                    |                    |                    |                    |  |  |                    |                    |                    |                    |                    |                    |  |  |                       |                       |                       |                       |                       |                       |  |  |  |  |  |  |  |  |  |  |  |  |
| Tứ Đái Tử Thượng   | Tứ Đái Tử Thượng   | Tứ Đái Tử Thượng   | Tứ Đái Tử Thượng   | Tứ Đái Tử Thượng   | Tứ Đái Tử Thượng   |  |  | Tứ Khất Tử Hà      | Tứ Khất Tử Hà      | Tứ Khất Tử Hà      | Tứ Khất Tử Hà      | Tứ Khất Tử Hà      | Tứ Khất Tử Hà      |  |  | Ấn                    | Ấn                    | Ấn                    | Ấn                    | Ấn                    | Ấn                    |  |  |  |  |  |  |  |  |  |  |  |  |
| Tứ Đái Tử Thượng   | Tứ Đái Tử Thượng   | Tứ Đái Tử Thượng   | Tứ Đái Tử Thượng   | Tứ Đái Tử Thượng   | Tứ Đái Tử Thượng   |  |  | Tứ Khất Tử Hà      | Tứ Khất Tử Hà      | Tứ Khất Tử Hà      | Tứ Khất Tử Hà      | Tứ Khất Tử Hà      | Tứ Khất Tử Hà      |  |  | Ấn                    | Ấn                    | Ấn                    | Ấn                    | Ấn                    | Ấn                    |  |  |  |  |  |  |  |  |  |  |  |  |
| Tứ Yển Tử Du       | Tứ Yển Tử Du       | Tứ Yển Tử Du       | Tứ Yển Tử Du       | Tứ Yển Tử Du       | Tứ Yển Tử Du       |  |  | Tứ Thuyên Tử Nhiên | Tứ Thuyên Tử Nhiên | Tứ Thuyên Tử Nhiên | Tứ Thuyên Tử Nhiên | Tứ Thuyên Tử Nhiên | Tứ Thuyên Tử Nhiên |  |  |                       |                       |                       |                       |                       |                       |  |  |  |  |  |  |  |  |  |  |  |  |
| Tứ Yển Tử Du       | Tứ Yển Tử Du       | Tứ Yển Tử Du       | Tứ Yển Tử Du       | Tứ Yển Tử Du       | Tứ Yển Tử Du       |  |  | Tứ Thuyên Tử Nhiên | Tứ Thuyên Tử Nhiên | Tứ Thuyên Tử Nhiên | Tứ Thuyên Tử Nhiên | Tứ Thuyên Tử Nhiên | Tứ Thuyên Tử Nhiên |  |  |                       |                       |                       |                       |                       |                       |  |  |  |  |  |  |  |  |  |  |  |  |
| Ti                 | Ti                 | Ti                 | Ti                 | Ti                 | Ti                 |  |  | Tứ Hoằng Tử Bàn    | Tứ Hoằng Tử Bàn    | Tứ Hoằng Tử Bàn    | Tứ Hoằng Tử Bàn    | Tứ Hoằng Tử Bàn    | Tứ Hoằng Tử Bàn    |  |  |                       |                       |                       |                       |                       |                       |  |  |  |  |  |  |  |  |  |  |  |  |

## Quốc thị
| Công tử Phát Tử Quốc |  |  |  |  |  |
|                      |  |  |  |  |  |
| Công tôn Kiều Tử Sản |  |  |  |  |  |
|                      |  |  |  |  |  |
| Quốc Tham Tử Tư      |  |  |  |  |  |

## Phong thị
|                 |                 |                 |                 |                 |                 |  |  | Tử Phong               |  |  |  |  |  |  |  |                       |                       |                       |                       |                       |                       |
|                 |                 |                 |                 |                 |                 |  |  |                        |  |  |  |  |  |  |  |                       |                       |                       |                       |                       |                       |
|                 |                 |                 |                 |                 |                 |  |  | Công tôn Đoàn Bá Thạch |  |  |  |  |  |  |  |                       |                       |                       |                       |                       |                       |
|                 |                 |                 |                 |                 |                 |  |  |                        |  |  |  |  |  |  |  |                       |                       |                       |                       |                       |                       |
|                 |                 |                 |                 |                 |                 |  |  |                        |  |  |  |  |  |  |  |                       |                       |                       |                       |                       |                       |
| Phong Thi Tử Kỳ | Phong Thi Tử Kỳ | Phong Thi Tử Kỳ | Phong Thi Tử Kỳ | Phong Thi Tử Kỳ | Phong Thi Tử Kỳ |  |  |                        |  |  |  |  |  |  |  | Phong Quyển Tử Trương | Phong Quyển Tử Trương | Phong Quyển Tử Trương | Phong Quyển Tử Trương | Phong Quyển Tử Trương | Phong Quyển Tử Trương |

## Du thị
|                      |                      |                      |                      |                      |                      |  |  | Công tử Yển Tử Du   |                     |                     |                     |                     |                     |  |  |                    |                    |                    |                    |                    |                    |  |  |  |  |
|                      |                      |                      |                      |                      |                      |  |  |                     |                     |                     |                     |                     |                     |  |  |                    |                    |                    |                    |                    |                    |  |  |  |  |
|                      |                      |                      |                      |                      |                      |  |  |                     |                     |                     |                     |                     |                     |  |  |                    |                    |                    |                    |                    |                    |  |  |  |  |
| Công tôn Sái Tử Kiều | Công tôn Sái Tử Kiều | Công tôn Sái Tử Kiều | Công tôn Sái Tử Kiều | Công tôn Sái Tử Kiều | Công tôn Sái Tử Kiều |  |  |                     |                     |                     |                     |                     |                     |  |  | Công tôn Sở Tử Nam | Công tôn Sở Tử Nam | Công tôn Sở Tử Nam | Công tôn Sở Tử Nam | Công tôn Sở Tử Nam | Công tôn Sở Tử Nam |  |  |  |  |
| Công tôn Sái Tử Kiều | Công tôn Sái Tử Kiều | Công tôn Sái Tử Kiều | Công tôn Sái Tử Kiều | Công tôn Sái Tử Kiều | Công tôn Sái Tử Kiều |  |  |                     |                     |                     |                     |                     |                     |  |  | Công tôn Sở Tử Nam | Công tôn Sở Tử Nam | Công tôn Sở Tử Nam | Công tôn Sở Tử Nam | Công tôn Sở Tử Nam | Công tôn Sở Tử Nam |  |  |  |  |
|                      |                      |                      |                      |                      |                      |  |  |                     |                     |                     |                     |                     |                     |  |  |                    |                    |                    |                    |                    |                    |  |  |  |  |
| Du Phan Tử Minh      | Du Phan Tử Minh      | Du Phan Tử Minh      | Du Phan Tử Minh      | Du Phan Tử Minh      | Du Phan Tử Minh      |  |  | Du Cát Tử Thái Thúc | Du Cát Tử Thái Thúc | Du Cát Tử Thái Thúc | Du Cát Tử Thái Thúc | Du Cát Tử Thái Thúc | Du Cát Tử Thái Thúc |  |  |                    |                    |                    |                    |                    |                    |  |  |  |  |
| Du Phan Tử Minh      | Du Phan Tử Minh      | Du Phan Tử Minh      | Du Phan Tử Minh      | Du Phan Tử Minh      | Du Phan Tử Minh      |  |  | Du Cát Tử Thái Thúc | Du Cát Tử Thái Thúc | Du Cát Tử Thái Thúc | Du Cát Tử Thái Thúc | Du Cát Tử Thái Thúc | Du Cát Tử Thái Thúc |  |  |                    |                    |                    |                    |                    |                    |  |  |  |  |
| Lương                | Lương                | Lương                | Lương                | Lương                | Lương                |  |  | Du Tốc Tử Khoan     | Du Tốc Tử Khoan     | Du Tốc Tử Khoan     | Du Tốc Tử Khoan     | Du Tốc Tử Khoan     | Du Tốc Tử Khoan     |  |  |                    |                    |                    |                    |                    |                    |  |  |  |  |

## Ấn thị
| Tử Ấn                        |  |  |  |  |  |
|                              |  |  |  |  |  |
| Công tôn Hắc Quăng Tử Trương |  |  |  |  |  |
|                              |  |  |  |  |  |
| Ấn Đoàn Tử Thạch             |  |  |  |  |  |
|                              |  |  |  |  |  |
| Ấn Quỹ Tử Liễu               |  |  |  |  |  |

## Lương thị
| Công tử Khứ Tật Tử Lương |  |  |  |  |  |
|                          |  |  |  |  |  |
| Công tôn Triếp Tử Nhĩ    |  |  |  |  |  |
|                          |  |  |  |  |  |
| Lương Tiêu Bá Hữu        |  |  |  |  |  |
|                          |  |  |  |  |  |
| Lương Chỉ                |  |  |  |  |  |